# Giuseppe Gozzer
Giuseppe Gozzer (Magrè all'Adige, 1914 – Hersbruck, marzo 1945) è stato un militare e partigiano italiano, medaglia d'oro al valor militare.

## Biografia
Partecipò nel 1935 alla guerra in Africa e nel 1937 viene inviato nella guerra civile spagnola. Quando ritornò alla vita civile finì gli studi e si laureò in giurisprudenza. Nel 1940 fu richiamato alle armi e venne inquadrato nel 183º Reggimento paracadutisti "Nembo" come capitano.
Dopo l'8 settembre 1943, sfuggì alla cattura dei tedeschi e si impegnò nella Resistenza per il PCI. Venne paracadutato in Carnia per fare da collegamento fra gli Alleati e i partigiani e venne nominato CSM (capo di stato maggiore) presso il comando delle Brigate Garibaldi. Catturato a metà del dicembre 1944, venne deportato in Germania a Hersbruck (presso un campo satellite del campo di Flossenbürg), dove venne fucilato nei primi giorni di marzo del 1945

## I fratelli Gozzer
Giuseppe aveva due fratelli entrambi impegnati durante la Resistenza:
- Giovanni Gozzer (Bronzolo 1915 - Roma 2006): fu partigiano democristiano, e presidente del CLN di Trento. Grande autonomista e cattolico della DC ebbe nel Secondo dopoguerra incarichi nel ministero della Pubblica Istruzione quando era ministro l'onorevole Aldo Moro.[2]. Fu direttore del Centro Europeo dell'Educazione (CEDE), trasformatosi nel 1997 nell'INVALSI.
- Vittorio Gozzer (Mezzocorona 1918 - Belluno 2000), partigiano socialista. Arruolato nel 1939 fu fatto prigioniero in Croazia l'8 settembre 1943. Fuggì e si riunì al fratello Giuseppe a Roma. Fu il primo italiano in divisa americana ad entrare nella città di Roma liberata, fu un ufficiale della SIM e con questo compito fu presente nella resistenza del feltrino nella Brigata Garibaldina Antonio Gramsci (Feltre)